# Придорожный сельский округ (Рязанская область)
Придоро́жный се́льский о́круг — административно-территориальная единица на территории Сасовского района Рязанской области.
Административный центр — посёлок Придорожный.

## История
Законом Рязанской области от 07.10.2004 № 96-ОЗ на территории трёх сельских округов — Придорожного, Пичкиряевского и Салтыковского — было образовано одно муниципальное образование — Придорожное сельское поселение с сохранением административного центра в селе Придорожный.

## Административное устройство
В состав Придорожного сельского округа входили 6 населённых пунктов:
1. п. Придорожный — административный центр
2. п. Вадакша
3. п. Грачёвка
4. д. Каменка
5. п. Красный
6. с. Матвеевское.

Территория современного сельского округа полностью совпадает с территорией сельского поселения.